# Livedoor
A livedoor Co.,Ltd. (株式会社ライブドア; Hepburn: Kabushiki-gaisha Raibudoa) japán cég volt, amely internetszolgáltatóként és egy webportál és egy blogplatform üzemeltetőjeként tevékenykedett. A vállalatot Horie „Horiemon” Takafumi alapította és vezette az első tíz évében, irányítása alatt a Livedoor az ország egyik legnevesebb internetes vállalkozásává nőtte ki magát, ami több, mint 1000 alkalmazottat foglalkoztatott. A Livedoort a felvásárlásokon és részvénycserés egybeolvadásokon alapuló terjeszkedési stratégiája miatt az ország egyik legellentmondásosabb vállalkozásának tartották. A cég terjeszkedése 2006 elején egy botrány miatt hirtelen megrekedt, értékpapírjogi kivizsgálások után a vállalat részvényárfolyama hatalmas esett, majd a céget 2016. április 14-én törölték a Tokiói Tőzsdéről. 2010-ben a Livedoor tulajdonait a dél-koreai székhelyű NHN Corporation felvásárolta, a továbbra is Livedoor nevet viselő internetszolgáltatói és blogszolgáltatásokat a Line Corporation, a Line üzenetküldő szolgáltatás és a Naver Japan keresőportál fejlesztője üzemelteti.

## Története

### Kezdetek és a növekedés
A Livedoor 1995-ben jött létre, amikor Horie és iskolás barátai megalapították a Livin’ on the Edge internetes tanácsadó-szolgáltatást. A minatói székhelyű céget eredetileg Livin' On the EDGE Inc. néven jegyezték be 1996 áprilisában. A kezdetben júgengaisaként működő céget 1997 júliusában Livin' On the EDGE Co., Ltd. név alatt kabusikigaisaként jegyezték be újra, majd az 2000 áprilisában felkerült a Tokió Tőzsde „Mothers” listájára. 2002 novemberében a Livin’ on the Edge felvásárolta az ingyenes internetes szolgáltatásokat biztosító, korábban csődbe ment Livedoor Corp. céget. 2003 áprilisában a Livin’ on the Edge Edge Co., Ltd.-re, majd 2004 februárjában livedoor Co. Ltd.-re cserélte a nevét. Ezt egy 1:100-as részvényosztás követte.
A Livedoor 2004 márciusában a Nippon Professional Baseball-átszervezés keretében fel akarta vásárolni az Oszaka Kintetsu Buffaloes japán baseballcsapatot, azonban később visszavonta az ajánlatát és Livedoor Baseball név alatt saját csapat alakításába kezdett, majd benyújtotta annak tervezetét a japán baseballszövetségnek. A csapat székhelye a mijagi prefektúrai Szendaiban lett volna, azonban a tervezetet a Rakuten japán e-kereskedelmi vállalat nyerte, akik Tóhoku Rakuten Golden Eagles néven alapítottak csapatot a városban.
A vállalat 2004 júniusában felvásárolta a miami székhelyű MailCreations nevű céget, ami ettől kezdve a Livedoor észak-amerikai székhelyeként működött tovább. A cég 2005 novemberében belépett az észak-amerikai keresési és kontextuális hirdetési piacra.
2006. április 14-én a Tokiói Tőzsde a cég értékpapírjogi szabályhágásai körül kialakult botrányainak nyomására levette a Livedoort a listájáról.

## Csalások
2006. január 16-án hatalmas botrány tört ki a Livedoor körül, miután tokiói ügyészek értékpapír-csalás vádjával több Livedoor-irodában, illetve Horie és több másik magas rangú vezető házában is házkutatást tartottak. A házkutatások hatására a cég részvényei a következő két napon zuhanásnak indultak, ahogy az egyre kiterjedő bűnügyi nyomozás miatt a befektetők megpróbáltak megszabadulni a részvényeiktől a Tokiói Tőzsdén. Néhány bróker bejelentette, hogy a nyomozásra hivatkozva többet nem fogadnak el pénzügyi különbözet-kereskedelmet. A kereskedési volumen olyan mértéket öltött, hogy az majdnem túlterhelte a Tokió Tőzsde számítógépes hálózatát, így azt történelme során először kellett idő előtt lezárni. A Tokiói Tőzsde elrendelte, hogy a Livedoor hivatalos választ tegyen közzé a vádakról. Miután a vállalat egy gyors belső kivizsgálás után benyújtott egy hevenyészett jelentést a Tokió Tőzsde részletesebb jelentést követelt, s bejelentette, hogy ha a vádak igaznak bizonyulnak, akkor leveszi a céget a listáról.
2006. január 18-án egy okinavai hotelszobában holtan találtak rá Hideaki Nogucsira, a Livedoorhoz köthető H.S. Securities egyik vezetőjére, halálát a hatóság hivatalosan öngyilkosságnak könyvelte el.
A hatóság több napon keresztül hívott be meghallgatásra magas rangú vezetőket a Livedoortól és leányvállalataitól is, Horiét 2006. január 23-án. A nyomozók miután több órán keresztül hallgatták ki Horiét, úgy döntöttek, hogy elég bizonyítékot szereztek a vádemeléshez és négy személy elleni letartóztatási parancshoz. Ugyanaznap délután Horiét, a Livedoor vezető pénzügyi tisztviselőjét, illetve a cég két leányvállalatának elnökét is letartóztatták értékpapír- és számviteli csalás vádjával. Két hónapra óvadék nélküli előzetes letartóztatásba kerültek, ezalatt a Livedoor ideiglenes reprezentatív igazgatóját, Kumagai Fumitót is letartóztatták.
A japán Értékpapír Bizottság 2006. március 13-án büntetőjogi panaszt nyújtott be az öt letartóztatott személy ellen. Horiét 2007. március 16-án 2,5 év börtönbüntetésre ítélték, négy nappal később a másik négy személyt is börtönre ítélték, azonban fellebbezést nyújtottak be.

### Következmények
2006. április 14-én, miután a cég részvényárfolyama 90%-ot zuhant és erős bizonyítékokat találtak az értékpapír-csalásról, a Livedoor lekerült a Tokiói Tőzsdéről.
2007 márciusában Fuji Television 35 milliárd jenes kártérítés követelve beperelte a céget, valamint 2006 májusában 1000 befektető is közös polgári peres eljárást indított, számuk végül 3340 főre emelkedett és 23 millió jenes kártérítést követeltek. Az eljárásban 7,6 milliárd jent ítéltek meg a Livedoorral szemben, illetve egy másik hasonló eljárás keretében további 4,9 milliárd jent. A Livedoor ennek hatására beperelte a vezetőit, Horiét 21 milliárd jenre, illetve hat másik személyt további 760 millió jenre büntettek.
A nyomozás alatt megszerzett információk Murakami Josiaki alapkezelő letartóztatásához és elítéléshez vezetett, mivel a Nippon Broadcasting System-részvények 2005-ös felvásárlásakor bennfentes információk felhasználásával nyereséget szerzett.
Horie a fellebbezései alatt Complete Resistance („Teljes ellenállás”) címmel önéletrajzot jelentett meg, melyben kijelentette az ártatlanságát és, hogy a kormány csak az aljassága és nem a bűncselekmények tényleges jellege vagy súlyossága  miatt vette őt célpontba.
A japán kormány a botrány újbóli megtörténésének elkerülése érdekében 2006. június 14-én bevezette a Sarbanes–Oxley-törvényhez hasonló pénzügyi eszközi és tőzsdei törvényt („J-SOX”).

### Livedoor Holdings
2007-ben a cég Livedoor Holdings néven újraformálta magát, majd a webportálhoz kapcsolódó üzletág jelentős részének továbbvitelére Livedoor néven új leányvállalatot alapított. A holdingcég felügyelte a leányvállalatai (2005-ben 44) jogi és pénzügyi vezetését. 2008-ban a Livedoor Holdings „LDH Corporationre” cserélte a nevét.

### Felvásárlás
A 2006–2007-es felfordulás során pletykák röppentek fel arról, hogy a Livedoor 2008-ban 2 milliárd amerikai dolláros kezdeti nyilvános ajánlattételt fog benyújtani. Több technológiai cég is érdeklődését fejezte ki, azonban a kezdeti nyilvános ajánlattétel nem valósult meg, helyette a Livedoor eladásra kínálta magát. 2010 elején a dél-koreai székhelyű NHN Corporation 6,3 milliárd jenért felvásárolta a Livedoort.
A Livedoor nevét viselő termékek és szolgáltatások tulajdonosa és üzemeltetője a Line Corporation japán internetcég, az NHN Japan leányvállalata lett.

### Felszámolás
A részvényesek döntésére 2011 augusztusában, a Livedoor és leányvállalatainak eladása, illetve a részvényeseknek való osztalékfizetés után az LDH Corporation önkéntes felszámolás alá vonult. A felszámolás 2012 decemberében zárult le, miután a fennmaradt tőkét szétosztották a részvényesek között.

## Irodái
A Livedoor székhelye a sindzsukui Sumitomo Fudosan Nishishinjuku Buildingben volt. A vállalatnak a minatói Roppongi Hills Mori Tower épületében is voltak irodái.